# Anca Volumnia Sima
Anca Volumnia Sima (n. 3 mai 1952) este un biofizician român, membru titular (2004) al Academiei Române.

## Studii
A urmat Facultatea de Fizică la Universitatea București (1971- 1976), obținând calificarea de fizician, master biofizică.
În perioada1981-1982 a fost Fulbright scholar la Medical College of Pennsylvania, Philadelphia, SUA, specializare în biochimie
În perioada 1985-1993 a făcut studii de doctorat, devenind Doctor în științele naturii, specialitatea biologie celulară.

## Activitatea profesională
După absolvire, s-a angajat la Institutul de Biologie si Patologie Celulară „Nicolae Simionescu” din București, unde a lucrat între 1979 și 1991 ca cercetător științific la Laboratorul de Lipoproteine, după care, din 1991, a devenit Șef de laborator la Laboratorul de Lipoproteine și ateroscleroză.

## Premii și distincții
- 1990 - Premiul „Victor Babeș” al Academiei Române.
- 1994 - Premiul ”Constantin Velican”
- 2004 - Premiul „Nicolae Simionescu”

## Lucrări publicate
Coautor:
- Stancu C., G. Botez, D. Alexandru, M. Vlădică, A. Sima. Lipoproteins from diabetic and hyperlipidemic patients induce an increase in scavenger receptors CD36 and LOX-1 gene expression in human endothelial cells, Proceedings of the Romanian Academy, Series B, vol.8, pg.37- 43, 2006.
- Botez G., C. Stancu, D. Alexandru, M. Vlădică, A. Sima. Glycated LDL induce lipid loading in human smooth muscle cells, Proceedings of the Romanian Academy, Series B, vol 8, pg. 31-35, 2006.
- Cătană-Negreanu C.I., R. Albu, C. Glavce, M. Vlădică, A. Sima. Apolipoprotein E genotype in the romanian population - association with risk factors for metabolic syndrome, Proceedings of the Romanian Academy, Series B, vol 8, pg. 25-29, 2006.
- Sima A., A. Iordan, C. Stancu. Apolipoprotein E polymorphism – a risk factor for the metabolic syndrome. Clin.Chem. Lab. Med. 45(9): 1149-53, 2007.
- Niculescu L.S., J. Fruchart-Najib, J.-C. Fruchart, A. Sima. Apolipoprotein A-V gene polymorphisms in subjects with metabolic syndrome. Clin. Chem. Lab. Med. 45(9): 1133-9, 2007.
- Toma L., A. Sima. The effect of high glucose concentration on nitric oxide biodisponibility. Proc. Rom. Acad. Sci. Series B, 9: 11-15, 2007
- Toma L., G. Botez, C. Stancu, A. Sima. Glycated LDL induce endothelial cell dysfunction, Proc. Rom. Acad. Sci. Series B, 9 (3): 197-202, 2007
- Sima A., C. Stancu, L. Niculescu, E. Constantinescu, A. Glodeanu, M. Simionescu. The effect of simvastatin treatment on hyperlipemic hamsters. Rom. Report Physics, 60(3): 857–876, 2008
- Robciuc MR, Sima AV, Modulation of phospholipid and cholesteryl ester transfer activities by alpha-tocopherol administration in the hyperlipidemic hamster, Proc. Rom. Acad. Sci. Series B, 3: 137-143, 2008
- Stancu C., F. Serbancea, G. Botez, A. Sima. The hypocholesterolemic effect of probiotics in the hyperlipidemic hamster. Proc. Rom. Acad., Series B, 3, p. 145-149, 2008
- Simionescu M., D. Popov, A. Sima. Endothelial transcytosis in health and disease, Cell Tissue Res., 335(1):27-40, 2009
- Sima AV, Stancu C., Simionescu M. Vascular endothelium in atherosclerosis. Cell Tissue Res. 335(1):191-203, 2009
- Toma L, Stancu CS, Botez GM, Sima AV, Simionescu M. Irreversibly glycated LDL induce oxidative and inflammatory state in human endothelial cells; added effect of high glucose. Biochem Biophys Res Commun. Dec 18, 390(3):877-82, 2009
- Toma L, G. Botez, C. Stancu, AV Sima. HDL3 decrease the oxidative and inflammatory stress induced by AGE-LDL in human endothelial cells. Proc. Rom. Acad. Sci. Series B, 2-3, p.85-89, 2009
- Niculescu LS., L. Toma, O. Ianăș, AV. Sima. Functional polymorphisms of apoE and CETP genes in aged people from Romania; association with cognitive impairment.  Proc. Rom. Acad. Sci. Series B, 2-3, p. 103-110, 2009
- Sima A.V., Botez GM, Stancu CS, Manea A, Raicu M, Simionescu M. Effect of irreversibly glycated LDL in human vascular smooth muscle cells: Lipid loading, oxidative and inflammatory stress. J. Cell. Mol. Med. Vol 14, No 12, pp. 2790-2802, 2010
- Niculescu L.S., M. Vlădică, A.V.Sima. Association of APOA5 and APOC3 gene polymorphisms with plasma apolipoprotein A5 level in patients with metabolic syndrome. Biochem. Biophys. Res. Comm. 391(1): 587–591, 2010.
- Constantin A, Costache G, Sima AV, Glavce CS, Vladica M, Popov DL. Leptin G-2548A and leptin receptor Q223R gene polymorphisms are not associated with obesity in Romanian subjects. Biochem Biophys Res Commun. 391: 282-286, 2010.
- Safciuc F., Constantinescu E., Sima A. The hyperlipidemic diet induces localized amyloidoses in hamster. Proc Rom Acad Series B, 2, pp 91-98, 2010.
- Robciuc MR, Metso J, Sima A, Ehnholm C, Jauhiainen M., Human apoA-I increases macrophage foam cell derived PLTP activity without affecting the PLTP mass, Lipids Health Dis., 9:59-65, 2010
- Stancu C., Constantinescu E., Sima A., Ceruloplasmin and oxidized LDL colocalize in atherosclerotic lesions of hamster, Cent.Eur.J.Biol., 6(1), 23–31, 2011